# مارترل
مارترل (به اسپانیایی: Martorellas) یک منطقهٔ مسکونی در اسپانیا است که در والس اورینتال واقع شده‌است. مارترل ۳٫۶ کیلومتر مربع مساحت دارد.

## خواهرخوانده
شهر سانتولچه‌زه خواهرخواندهٔ مارترل هست.